# Mandelbox

Mandelbox standard (facteur 2)

Mandelbox de facteur -2

Mandelbox de facteur 3

En mathématiques, le mandelbox est un objet fractal.
Découvert par Tom Lowe en 2010, il est défini de manière similaire à l'ensemble de Mandelbrot. Il s'agit de l'ensemble des points de l'espace ne divergeant pas après itération infinie d'une double transformation de pliage de l'espace. Il peut être défini dans tout type de dimensions, bien que la version 3D soit la plus populaire.

## La transformation
La transformation Mandelbox applique à chaque point x de l'espace, la double transformation suivante :
{\displaystyle s*ballFold(r,f*boxFold(x))+c\rightarrow x}
{\displaystyle boxFold(x)} est une transformation de pliage linéaire, pour chaque axe a de l'espace:
- si {\displaystyle x_{a}>1} alors {\displaystyle x_{a}=2-x_{a}}
- sinon si {\displaystyle x_{a}<-1} alors {\displaystyle x_{a}=-2-x_{a}}

{\displaystyle ballFold(r,x)} est un pliage non linéaire, (en notant m le module de x):
- si {\displaystyle m<r} alors {\displaystyle m=m/r^{2}}
- sinon si {\displaystyle m<1} alors {\displaystyle m=1/m}

Le Mandelbox standard est défini avec s=2, r=0.5 et f=1. s est le principal facteur multiplicateur.
Une propriété intéressante du Mandelbox, particulièrement pour le facteur -1.5, est le fait qu'il contienne des approximations de plusieurs fractales bien connues,,.